# جون س. بيل
جون س. بيل (بالإنجليزية: John C. Bell)‏ هو لاعب كرة قدم أمريكية ومحامي أمريكي، ولد في 3 أكتوبر 1861، وتوفي في 29 ديسمبر 1935 في فيلادلفيا في الولايات المتحدة.